# Velika Raven
Velika Raven is een plaats in Slovenië en maakt deel uit van de gemeente Vojnik in de NUTS-3-regio Savinjska. De plaats telde 32 inwoners op 1 januari 2020.